# 蔡紹基
蔡绍基（1859年—1933年），字述堂，广东珠海拱北北岭人，清朝官员。

## 生平
他是1872年清末第一批中国留美幼童之一，曾在哈德福中学读书。1882年进入耶鲁大学学习法律，同年奉召回国。回国后，曾经担任上海海关道署翻译、牛庄海关道台、天津海关道台、直隶总督府北洋洋务总办等职。他曾随袁世凯赴朝鲜征税。1895年，光绪帝钦准成立北洋大学堂，并由盛宣怀任首任督办，而蔡绍基担任二等学堂总办。1908年至1910年，蔡绍基出任北洋大学督办。